# Povijest Srbije
Prvotna srpska država zvala se Raška, ona je osnovana na početku 7. stoljeća na teritoriju Bizantskog Carstva pod dinastijom Vlastimirović. Nakon slabljenja Bizantske vlasti koju su ugrožavali Arapi na istoku Srbi koriste priliku za neovisnošću pod vodstvom Nemanjića koji se nakon osamostaljenja proglašavaju kraljevina Raške ili Rašije (Rasije) te nekoliko stoljeća kasnije po prodoru Turaka iz Male Azije koji osvajaju Bizant nestaje zapreka za jačanje Srbije koja se naposljetku u vrijeme Stefana Dušana širi na jug nekadašnjeg Bizantskog područja te se proglašava carstvom "Srba i Grka". 
Nakon Dušanove smrti osvojeni krajevi se osamostaljuju pod vodstvom lokalnih velikaša, no u to vrijeme započinju i provale Turaka na balkanski poluotok koji ubrzo pobjeđuju Bugare na rijeci Marici, a potom poražavaju i Srbe u bitki na Kosovu, ostatci Srbije pod vodstvom malobrojnih preživjelih velikaša privremeno proglašavaju ovisnu o Turcima Srpsku Despotovinu koja se još kratko vrijeme održala da bi nakon toga po daljnjem prodoru Turaka bila zauzeta bez većeg otpora. Srbija ostaje u sastavu Osmanskog Carstva do 19. stoljeća, dok je Vojvodina cijelo vrijeme povijesti bila sastavni dio Hrvatsko-Ugarskog kraljevstva, kasnije Habsburške Monarhije, njezin teritorij Srbi naseljavaju tek koncem 18. stoljeća u velikoj seobi s područja Kosova. Srbija postaje autonomna kneževina (u sastavu Turskog Carstva), da bi joj 1878. godine velike sile na Berlinskom Kongresu zajedno s drugim balkanskim državicama dale neovisnost nakon čega se srpski knez (Knjaz) proglašava kraljem. 
Srbiju su tijekom Prvoga svjetskoga rata bile u cijelosti okupirale bugarska i austrougarska vojska da bi je po kapitulaciji Središnjih sila ponovo oslobodile sila "Antante" koju su predvodile francuske i britanske vojne postrojbe uz malobrojne preživjele ostatke solunskih dragovoljaca. Nakon prvoga svjetskoga rata Srbija je bila potpuno razorena i spaljena zajedno s Crnom Gorom te je bila primorana ući u zajednicu s novoformiranom državom "Slovenaca, Hrvata i Srba" koju je vodilo "Narodno Vijeće" sa sjedištem u Zagrebu, ovoj novonastaloj državi "SHS" bilo je potrebno savezništvo sa Srbijom i Crnom Gorom poradi sprječavanja talijanskih irendentističkih pretenzija na njezino ozemlje. Najprije se ujedinjuju kraljevina Srbija i kraljevina Crna Gora u kojoj su prosrpski pučisti prognali crnogorskoga kralja, nakon toga Vojvodina se izdvaja iz sastava države "SHS" i priključuje se Srbiji te se naposljetku ta kraljevina Srbija udružuje s državom "SHS" pri čemu 01.prosinca 1918.godine nastaje posve nova država kakova nikada prije nije postojala na ovome ozemlju pod imenom Kraljevine Srba, Hrvata i Slovenaca, poradi mentalitetske, kulturne i povijesne različitosti ova državna tvorevina nije imala dug vijek, njezino postojanje trajalo je od 1. prosinca 1918. do 10. travnja 1941. kada se raspada na više država (Srbiju, Crnu Goru, Hrvatsku) a ostatak teritorija pripojile su susjedne države. "Kraljevine SHS" bile su 1929. godine preimenovane u Kraljevinu Jugoslaviju. 
Nakon drugoga svjetskog rata 1945. godine novoformirana Narodna Republika Srbija ulazi u federalnu zajednicu većine južnoslavenskih država koja se naziva "FNRJ" koja kasnije mijenja ime u "SFRJ". Socijalistička Republika Srbija ostaje u toj federalnoj zajednici od 1945. do 1991./1992. a nakon raspada SFR Jugoslavije, 1991/1992. formira zajedno s Crnom Gorom Saveznu Republiku Jugoslaviju koja je 2003. preimenovana u državnu zajednicu s nazivom Državna Zajednica Srbija i Crna Gora. Nakon osamostaljenja Crne Gore 2006. Srbija također proglašava neovisnost te postaje potpuno samostalna država pod imenom Republika Srbija.

## Srednjovjekovna Srbija

### Doseljavanje i prvobitne nacionalne granice
Na područje današnjega balkanskoga poluotoka Srbi dolaze pod vodstvom Avara, po riječima bizantskog cara Konstantina iz desetog stoljeća nakon poraza Avara pri opsadi Carigrada 626. godine Srbi i drugi slavenski narodi su se pobunili protiv Avara i konačno izborili svoju slobodu 629 godine. Nakon toga Srbi su zatražili od cara Heraklija da im dodjeli teritorij na području istočnoga Rimskog Carstva gdje bi se oni mogli naseliti. Po riječima Konstantina područje darovano Srbima za naseljavanje prostiralo se istočno od Duklje, (u bizantskom zapisu stoji "od Duklje na istok prostirala se je srpska zemlja").
Povijesni izvor popa Dukljanina iz kraja dvanaestoga stoljeća samo uvećava problem o prvim nacionalnim granicama među južnim slavenima kada piše o Crvenoj Hrvatskoj koja se prostire od rijeke Cetine do Valone u Albaniji u potpunoj suprotnosti s tvrdnjama Konstantina o naseljavanju Srba.
Prvi poznati srpski knez zvao se Višeslav, rodonačelnik dinastije Višeslavovića, koja je vladala Srbijom (Rašija ili Rasija) 750. – 959. Prve sukobe Srbi su imali s Bugarima. Tijekom 9. stoljeća srpska država Raška odolijeva nastojanjima bugarskih i bizantskih vladara da ju pokore, ali 924. bugarski car Simeon osvaja srpsku državu i u odmazdi proganja Srbe pri čemu se srpski vladar s dijelom naroda sklanja u Hrvatsko Kraljestvo pod zaštitu hrvatskoga kralja Tomislava što je užasnulo bugarskoga cara te on krene u rat protiv Hrvatske gdje je doživio strahovit poraz nakon kojega se ostatci njegove vojske povlače u Bugarsku a Srpski vladar s dijelom naroda vraća se u Srbiju (Rašku).
Godine 1085. – 1106. Srbijom upravlja dinastija Vukanovića, čiji je rodonačelnik veliki župan Vukan.
Nakon provale Arapa na istoku u Bizantsko Carstvo Srbija (Raška) koristi slabljenje Bizanta te se pod vodstvom Nemanjića. 1168. godine osamostaljuje, kada na vlast dolazi veliki župan Stefan Nemanja koji vlada Raškom te počinje osvajati susjedne slavenske državice i područja šireći srbijansku dominaciju koja je trajala od kraja 12. stoljeća do poraza na Kosovu 1389. 
U Nemanjinim ratovima njegova srpska država Raška okupirala je najprije slavensku kneževinu Travunja (dio stare Crvene Hrvatske), nakon toga okupirao je područje Dukljana i njihovu kneževinu pod imenom Duklja (ovaj dio bio je prema starim zapisima također teritorij stare Crvene Hrvatske), po zauzimanju ovih kneževina Nemanja širi pravoslavlje pri čemu se sukobljava s katolicima koje progoni. Nakon učvršćivanja svoje vlasti u okupiranim kneževinama Nemanja bezuspješno ratuje protiv Dubrovnika koji nije mogao zauzeti te svoje snage usmjerava na susjednu hrvatsku kneževinu Zahumlje, zahumski knez sudjelovao je na velikom Splitskom crkvenom Saboru te je priznavao hrvatskoga kralja za svog vladara, o čemu svjedoče stari zapisi pohranjeni u Vatikanskoj riznici, no kako je većina Hrvatskoga Kraljevstva ušla u sastav personalne unije s Ugarskom zahumski knez je ostao prepušten samome sebi, prigodom čega ga je porazila Nemanjina vojska te je hrvatsko Zahumlje zajedno s hrvatskom Neretvanskom kneževinom bilo privremeno okupirano, ali jalova Nemanjina nadmoć tu nikako politički nije mogla nametnuti srpsko pravoslavlje te su izbijale stalne pobune nakon čega je to područje oslobođeno.
Na području koje obuhvaća Kosovo Srbi su se susreli s tada razvijenom kulturom romaniziranih ilirskih Albanaca te im to područje postaje kulturna okosnica. Na području zvanom Metohija sa središtem u Prizrenu, Albanci su zadržali svoju vlast u sklopu bizantske države. Srbija je ovladala područjima južnog i velikog Pomoravlja te područjem između Drine i Velike Morave, a naposljetku su ovladali i gornjim te srednjim Podrinjem. 
Kako bi suzbio bizantsku političku moć koja je proširena preko pravoslavne crkve, katolički vjerski poglavar papa Honorije III. 1217. godine pokušava zaštititi katolike na tlu Crvene Hrvatske te za vjerski mir prema nesrpskim katolicima nudi Srbima političku samostalnu kraljevinu, to jest daje dozvolu da se Srbija proglasi kraljevstvom. Dvije godine kasnije Rastko Nemanjić tj. Sveti Sava odvaja pravoslavnu crkvu Srbije od Bizanta te postaje prvi srpski arhiepiskop. 
Srbija se najviše proširila za vladavine Stefana Dušana koji je iskoristio turske upade i slabljenje moći bizanta te je proširio srpsku državu daleko na jug u Grčku te se u Skoplju 1346. proglasio carem "Srba i Grka". Tada je Srbija bila na najvećem vrhuncu moći, kada je pod okupacijom držala teritorije današnje Srbije (bez Vojvodine), Crne Gore, Albanije (bez Drača i Vlore), Makedonije te sjeverne Grčke pokrajine Tesaliju i Epir. Smrću Dušanovog nasljednika, cara Stefana Uroša 1371., raspalo se i okupirano srpsko područje te se ugasila i loza Nemanjića. Nakon Uroševe smrti velikaši se po bizantskim utjecajem osamostaljuju, a turska vojna sila koja je omogućila uspon Srbije slamajući dominaciju Bizanta pristigla je na balkanski poluotok gdje je najprije u bitci na rijeci Marici 1371. slomila Bugare, a potom u bitci na Kosovu 1389. potpuno potuku srpsku vojsku i zauzela veliku većinu područja koje su dotada bili zauzeli Srbi.
Godine 1371. – 1427. Srbijom je vladao knez iz despotske dinastije Lazarevića, tj. knez Lazar i njegov sin despot Stefan. 28. lipnja 1389. dogodila se Kosovska bitka između Srbije i Osmanskog Carstva. U bitci su poginuli knez Lazar i većina srpskih velikaša 1402. Lazarev sin, Stefan, postaje despot. 1427. – 1459. Srbijom vlada dinastija Brankovića.

## Srbija pod Turcima
Srbija je pada pod vlast Osmanskog Carstva 1459., nakon čega slijedi postupno iseljavanje Srba i Vlaha u Bosnu i granične predjele Hrvatske. Zbog turske najezde i zuluma nad domaćim kršćanskim stanovništvom, hrvatski kralj i austrijski car Leopold I. daje dozvolu da se Srbi nastane u Habsburškoj monarhiji, što je prouzročilo Prvu seobu Srba pod patrijarhom Arsenijem III. Čarnojevićem 1690. Do Druge seobe Srba došlo je nakon Požarevačkog mira 1739. pod patrijarhom Arsenijem IV. Jovanovićem Šakabendom. Dok su se Srbi iseljavali iz Stare Srbije (Raške, Kosova, Metohije i Makedonije i još nekih južnih krajeva današnje Srbije, poput Toplice i Kosanice), ta područja su naseljavali Albanci. Pored Albanaca, naselio se i drugi muslimanski živalj. Posljedice ovakvog premještaja stanovništva bit će dugotrajne.
Zbog turskih zuluma nad srpskim življem, 1804. godine, u Orašcu je podignut Prvi srpski ustanak pod vodstvom Karađorđa ("Crnog Đorđa") Petrovića. Ustanak je ugušen 1813. 15. veljače 1815. podignut je Drugi srpski ustanak na čelu s knezom Milošem Obrenovićem.

## Kneževina Srbija
Prvim knezom kneževine Srbije je postao knez Miloš Obrenović koji je bio apsolutistički vladar. Rezultati dvaju ustanaka vidljivi su tek 1830. kada Porta proglašava Srbiju vazalnom kneževinom. Srbija je tako dobila autonomiju u sklopu Osmanlijskog Carstva. Privreda se naglije razvija nakon što je oslobođena feudalne stege. Razvitak je u znatnoj mjeri gušila Miloševa samovoljna vladavina, a naročito njegov monopolistički položaj u najunosnijim granama trgovine. Prvi ustav Srbija je dobila 1835. Miloševa vlast je ipak ograničena sljedećim Turskim ustavom 1838. godine. Kneževa je vlast postala ograničena Savjetom sastavljenim od doživotnih članova koje bi trebalo upravljati zajedno s knezom. Nakon toga je knez Miloš abdicirao 1839.
Nakon kratke vladavine njegovih sinova Milana i Mihajla na čelo dolaze ustavobranitelji i Aleksandar Karađorđević. Ustavobranitelji se zalažu za strogo poštovanje Turskog ustava. Ovo vrijeme predstavljalo je period bržeg razvoja Srbije, izgrađivanja države i osnivanja institucija važnih za tu mladu državu. Srbija dobiva relativno razvijen i usavršen činovnički birokratski aparat i mehanizam vlasti koji postaje velik teret za srpsko seljaštvo. S vremenom je vladavina kneza Aleksandra postajala sve manje popularna, naročito zbog svemoći činovništva, isključivog oslanjanja na Austriju i sukoba sa Savjetom, a rezultiralo je vraćanjem kneza Miloša po drugi put na prijestolje 1858.
Nakon njega drugi put vlada knez Mihajlo Obrenović čija je vlast na vanjskom planu obilježena velikim napretkom u pogledu samostalnosti Srbije. Godine 1867. donijet je Ferman o povlačenju turskih garnizona iz srpskih gradova. Na unutarnjem planu knez Mihajlo je vladao apsolutistički (prosvijećeni apsolutizam), a važeći Turski ustav je promijenjen nizom organskih zakona bez suglasnosti Porte. Stvorio je otpor kod određenih liberalnih krugova te je 1868. ubijen u atentatu.
Na vlast dolazi knez Milan Obrenović umjesto kojeg do vlada namjesništvo 1872. U ratu s Turskom su oslobođeni Niš, Leskovac, Vranje i Pirot. Neovisnost Srbije priznata je na Berlinskom kongresu 1878.

## Kraljevina Srbija
Knez Milan Obrenović postaje srpskim kraljem 1882. godine. U isto vrijeme nastaju u Srbiji i megalomanske ekspanzionističke ideje za stvaranjem Velike Srbije unutar viših državnih krugova, koje će kasnije biti pokretačem agresivnih ratova Srbije sa susjedstvom. Prvi od tih ratova će katastrofalno završiti kada Bugarska 1885 u obrambenom ratu ostvaruje potpunu pobjedu nad Srbijom.
Obrenovići i Karađorđevići su naizmjence vladali u 19. stoljeću. Posljednji Obrenović, kralj Aleksandar, ubijen je zajedno s kraljicom Dragom 1903. Tad na vlast dolazi kralj Petar I. Karađorđević.
Srbija, Bugarska, Crna Gora i Grčka krenule su 1912. u Prvom balkanskom ratu u konačno "oslobađanje" od turske vlasti. Nakon rata Srbija nije uspjela ostvariti svoj cilj - izlazak na Jadransko more, preko sjeverne Albanije, a Bugarska je bila nezadovoljna podjelom Makedonije. To je prouzročilo Drugi balkanski rat 1913. kada su Srbija, Grčka, Turska i Rumunjska brzo pobijedile Bugarsku. Srbija je od Bugarske, kao ratnu odštetu dobila određen teritorij Bugarske.

## Dvije Jugoslavije
Slabljenjem Turskog Carstva sve više jača Srbija, pa se u balkanskim ratovima 1912. – 1913. proširuje na jug. Nakon Prvog svjetskog rata pobjedničke sile stvaraju najprije Kraljevinu Srba, Hrvata i Slovenaca, a onda Kraljevinu Jugoslaviju (1929.) pod srpskom dominacijom. Srbi su dominirali i u Titovoj Jugoslaviji od 1945. do njezina raspada, desetak godina nakon Titove smrti.

### Kraljevina Jugoslavija
Austro-Ugarska je bila uznemirena jačanjem Srbije, koja joj je remetila planove za prodor na istok. Nakon sarajevskog atentata objavljuje rat Srbiji 28. srpnja 1914. Tada je počeo Prvi svjetski rat. Cerska i Kolubarska bitka bile su prve savezničke pobjede u Prvom svjetskom ratu. Povlačenje preko Albanije počelo je 1915. Tri godine kasnije probijena je Solunska fronta. Krajem studenoga priključenje Kraljevini Srbiji proglašavaju Baranja, Bačka, Banat, Srijem, Crna Gora i Bosna i Hercegovina. Država Slovenaca, Hrvata i Srba, koja se plašila talijanskog napada, ujedinila se sa Srbijom odlukom Narodnog vijeća u Zagrebu 25. studenog 1918.
Dana 1. prosinca stvoreno je provotno Kraljevstvo Srba, Hrvata i Slovenaca, a ubrzo i Kraljevina Srba, Hrvata i Slovenaca, koja je 1929. promijenila ime u Kraljevina Jugoslavija. Kralja Aleksandra Karađorđevića ubili su 1934. u Marseillu pripadnici makedonskog VMRO-a i hrvatskih Ustaša.
U Drugom svjetskom ratu, Jugoslaviju je okupirala hitlerovska koalicija. Bačka je pripojena Mađarskoj, Istočni Srijem je vraćen Hrvatskoj, a Banat je bio pod posebnom njemačkom upravom. Sužena Srbija je imala vlastitu lokalnu upravu, koja je surađivala s Nijemcima. U narodu je ova tvorevina dobila ime Nedićeva Srbija ili Vlada nacionalnog spasa.
Za vrijeme Drugog svjetskog rata u Srbiji su djelovali: „Jugoslovenska vojska u otadžbini“ (tzv. četnički pokret) generala Dragoljuba Draže Mihailovića, partizanski pokret Josipa Broza Tita, te kvislinzi Srpska državna straža generala Milana Nedića i Srpski dobrovoljački korpus Dimitrija Ljotića.

### SFR Jugoslavija
Na drugom zasjedanju AVNOJ-a 1943. godine zabranjen je povratak u zemlju dinastiji Karađorđevića, a Jugoslavija je proglašena za republiku pod nazivom Demokratska Federativna Jugoslavija. Ovaj naziv je ubrzo (1946.) promijenjen u Federativna Narodna Republika Jugoslavija, a Srbija postaje jedna od pet federalnih Narodnih Republika. Ustavom Jugoslavije od 1963. godine država mijenja naziv u Socijalistička Federativna Republika Jugoslavija i dobiva svoju šestu federativnu republiku - Bosnu i Hercegovinu, a država Srbija mijenja naziv u SR Srbija. U sastavu SR Srbije su se nalazile dvije autonomne pokrajine: SAP Vojvodina i SAP Kosovo.

## Raspad Jugoslavije
Ideolozi Velike Srbije pod vodstvom Slobodana Miloševića pokušali su početkom 1990-ih pokoriti jugoslavenske države najprije pohodima srpskih mitingaša, što su uspjeli u Crnoj Gori i uz pomoć policije na Kosovu - sve pod izgovorom da svi Srbi moraju živjeti u jednoj državi. Od 1991. do 1995. Srbija je bezuspješno pokušala pripojiti Bosnu i Hercegovinu, velike dijelove Hrvatske, te etnički očistiti Kosovo, a kratkotrajno je ratovala i u Sloveniji. Crna Gora i Srbija su se udružile u Saveznu Republiku Jugoslaviju, 2003. prozvanu Srbijom i Crnom Gorom. Godine 2006. Srbija neovisnošću Crne Gore i sama postaje samostalna, dok je Kosovo 2008. postalo neovisno, iako srbijanske vlasti to ne priznaju.

### SR Jugoslavija
Dana 27. travnja 1992. zajedno je s Crnom Gorom formirala Saveznu Republiku Jugoslaviju. 1992. – 1995. Savezna Republika Jugoslavija bila je pod općim sankcijama Vijeća sigurnosti OUN, zbog agresije na Bosnu i Hercegovinu. Od 1998. na Kosovu i Metohiji počinju sukobi tzv. "Oslobodilačke vojske Kosova" i srpskih oružanih snaga. 24. ožujka - 10. lipnja 1999. godine bombardirale su je snage Sjevernoatlantskog Saveza, zbog humanitarne katastrofe na Kosovu.

### Srbija i Crna Gora
Dana 4. veljače 2003. godine proglašena je državna zajednica Srbija i Crna Gora, kojom je, u odnosu na prethodnu Saveznu Republiku Jugoslaviju, data veća nadležnost dvjema republikama. Nakon referenduma u Crnoj Gori na kojem su njeni građani glasovali za neovisnost od Srbije, Crna Gora je proglasila neovisnost, čime je i Srbija postala neovisna država.

## Vanjske poveznice
- http://www.novaistorijasrpskognaroda.110mb.com  Arhivirana inačica izvorne stranice od 4. rujna 2013. (Wayback Machine)
- Knjiga Sime Ćirkovića Srbi među europskim narodima  Arhivirana inačica izvorne stranice od 14. srpnja 2014. (Wayback Machine)

## Poveznice
- Povijest Kosova